# Olympia (arena)
 For alternative betydninger, se Olympia. (Se også artikler, som begynder med Olympia)
Olympia er et fodboldstadion i Helsingborg. Stadion er hjemmebane for Helsingborgs IF og Ängelholms FF (fra sæsonen 2014). Stadion er ejet af Helsingborg kommun. Olympia er et af de ældste stadions i Sverige, hvor stadionet blev anlagt i 1898. I 2007 blev græsplænen renoveret. Der blev afviklet VM i fodbold 1958 på Olympia.
Publikumsrekord på stadion er 26.154, sat i 1954 i en kamp mellem Helsingborgs IF og Malmö FF. Efter ombygning i og reduktion af kapacitet er rekorden 17.275 sat i 1993 i en kamp mellem Helsingborg og IFK Göteborg.